# Fang Bang
Fang Bang è il secondo disco da solista di Wednesday 13. È stato scritto in due settimane e registrato in cinque giorni. Interamente suonato da Wednesday 13 con eccezione per le parti di batteria, è stato pubblicato dalla Rykodisc nel 2006. 
Nella sua semplicità, si avvicina notevolmente al materiale dei suoi Frankenstein Drag Queens from Planet 13; come sostiene egli stesso, è infatti meno metal dei lavori passati, più orientato su sonorità rock. È un disco veloce, divertente e meno impegnativo. 
Tra le tracce di questo album ricordiamo My Home Sweet Homicide (per la quale ha girato anche un video), Curse of me e Happily Ever Cadaver. L'ultima traccia è una bonus track che cambia a seconda del paese di pubblicazione dell'album.

## Tracce
1. Morgue Than Words
2. American Werewolves in London
3. My Home Sweet Homicide
4. Faith in the devil
5. Happily Ever Cadaver
6. Curse of me
7. Haddonfield
8. Too much blood
9. Till death do us party
10. Buried with Children
11. Kill you before you kill me
12. Die Sci Fi
13. Burn the flames (bonus track nella versione europea) o R.A.M.O.N.E.S. (bonus track nella versione americana)

## Formazione
- Wednesday 13 - voce
- Eric Griffin - chitarra
- Nate Manor - basso
- Racci "Sketchy" Shay - batteria